# Granger (Iowa)
Granger é uma cidade localizada no estado americano de Iowa, no Condado de Dallas.

## Demografia
Segundo o censo americano de 2000, a sua população era de 583 habitantes.
Em 2006, foi estimada uma população de 1004, um aumento de 421 (72.2%).

## Geografia
De acordo com o United States Census Bureau tem uma área de
1,3 km², dos quais 1,3 km² cobertos por terra e 0,0 km² cobertos por água. Granger localiza-se a aproximadamente 290 m acima do nível do mar.

## Localidades na vizinhança
O diagrama seguinte representa as localidades num raio de 16 km ao redor de Granger.